# Pornhub
Pornhub est un site web pornographique qui diffuse principalement des vidéos en streaming depuis sa création en septembre 2007. 
En décembre 2024, Pornhub est, d'après SimilarWeb, le premier site pornographique mondial en nombre de visites, et le seizième site le plus consulté dans le monde. Il s'inspire de la plateforme de vidéos YouTube, la plus utilisée au monde, par son modèle : les vidéos sont pour la plupart accessibles gratuitement et triées selon des mots clés dans un immense catalogue constamment mis à jour. 
En 2025, le site est la cible d'une enquête de la Commission européenne pour ne pas avoir mis en place de système approprié pour vérifier la majorité des personnes qui le visitent.
Le site est la propriété de l'entreprise Aylo, dont le siège se trouve au Luxembourg et qui est établie principalement à Montréal.

## Histoire
Pornhub a été fondé par Fabian Thylmann, informaticien et homme d'affaires né en Allemagne et considéré comme le « roi du porno ». 
Selon l'étude de trafic d'Alexa Internet, Pornhub se situe en mai 2009 à la 39e place des sites web les plus fréquentés, la plus grande partie des visiteurs provenant des États-Unis. En 2017, les internautes indiens sont en troisième place des utilisateurs par pays ; confronté à une volonté de censure de la part du gouvernement indien, Pornhub crée en octobre 2018 un site miroir à leur intention.
En décembre 2020, Pornhub annonce la suspension de toutes les vidéos publiées par des comptes non vérifiés, ce qui représente plusieurs millions de vidéos, en attendant un nouveau système de vérification. Cette action fait suite à de nombreuses critiques et controverses sur l'hébergement de vidéos pornographiques de personnes violées, de vidéos publiées sans le consentement des partis ou sur la présence de mineurs dans certaines de ces vidéos. Un article du New York Times a notamment accusé l'entreprise d'inaction face aux signalements de contenus pédopornographiques ou représentant des viols, à la suite duquel les entreprises Mastercard et Visa ont suspendu « dans l'immédiat » les paiements sur le site.

## Société mère
Pornhub a été fondé par Fabian Thylmann, qui l'a intégré à sa société Manwin, devenue en 2013 Mindgeek, puis en 2023 Aylo. Fabian Thylmann n'exerce plus dans la société mère depuis qu'il a revendu ses parts en 2013, après qu'il a été perquisitionné pour soupçons de fraude fiscale[réf. à confirmer]. Aylo possède un grand nombre de sites pornographiques tels que YouPorn, RedTube ou MyDirtyHobbie, de studios de production comme Brazzers, Private, Reality Kings et Digital Playground.
Le site est la propriété de l'entreprise Aylo, dont le siège se trouve au Luxembourg et qui est établie principalement à Montréal.
Le modèle économique de Pornhub est réputé pour être particulièrement opaque. Le site a pour objectif de générer un maximum de trafic dans l'optique de générer des revenus publicitaires par le biais de sa régie publicitaire TrafficJunky.

## Trafic web et rang
En décembre 2024, Pornhub est, d'après SimilarWeb, le premier site pornographique mondial en nombre de visites, et le seizième site le plus consulté dans le monde.

## Fonctionnement
Le site Pornhub propose des vidéos en streaming.

## Procédures juridiques

### Plaintes pour viol
En juin 2021, 34 femmes résidant aux États-Unis portent plainte pour viol contre la maison mère Mindgeek, qui aurait laissé diffuser des vidéos les concernant contre leur volonté, alors que certaines étaient mineures. Dans la plainte, le site est qualifié de « plus grande entreprise de trafic d'êtres humains du monde » et est comparé à la mafia. L'une des plaignantes, Serena Fleites, la seule rompre l'anonymat, indique qu'une vidéo réalisée sans son consentement et sexuellement explicite a été postée par un ex petit ami sur Pornhub, faisant référence à une « brunette de 13 ans ». La plaignante s'est fait passer pour sa mère pour contraindre Pornhub à la retirer, mais la vidéo est restée en ligne plusieurs semaines après la demande. Quatorze plaignantes affirment avoir été mineures au moment des faits. Michael Bowe, l'avocat représentant les victimes, demande le paiement de centaines de millions de dollars en compensation des dommages subis.

### Contrôle inapproprié de la majorité
Le 27 mai 2025, une enquête est ouverte par la Commission européenne à l'encontre de 4 sites web pornographiques, Pornhub, Stripchat, XNXX et XVideos, pour ne pas avoir mis en place de moyen appropriés pour s'assurer que les personnes qui les visitent sont majeures. Ils encourent une amende d'un montant allant jusqu'à 6 % de leur chiffre d'affaires mondial, et dans le cas de récidive une interdiction en Union européenne.

## Controverses

### Politique de publication de contenu
En 2019, des vidéos prises secrètement dans les douches des filles de l'Université de Limestone ont été publiées sur le site.
En 2020, Pornhub est critiqué pour la diffusion non consentie de vidéos. Selon le journal Le Monde, le site laisse proliférer des « vidéos volées, revenge porn et même viols, le tout impliquant dans certains cas des mineures ».
La BBC rapporte en 2020 le témoignage d'une adolescente violée à l'âge de 14 ans, qui a découvert une vidéo de son agression sur Pornhub une dizaine d'années après les faits. Les contenus sont retirés après que la victime s'est fait passer pour un cabinet d'avocat menaçant le site d'une action en justice.
Le site héberge de nombreuses vidéos hypertruquées, des vidéos pornographiques modifiées « pour faire apparaître le visage d'autres femmes à la place de celui des actrices ».
En 2020, une pétition est lancée pour demander la fermeture du site car des vidéos de viols d'une adolescente de 15 ans ont été diffusées sur le site. Elle recueille plus de deux millions de signatures,.
Le 8 mars 2020, une manifestation se déroule devant le bureau montréalais de MindGeek à l'occasion de la Journée internationale des femmes afin de dénoncer « l'exploitation sexuelle des femmes et des adolescentes ».
En décembre 2020, le site est accusé par le New York Times d'être infesté de vidéos de revenge porn, de viols, de torture, de contenu raciste, misogyne et pédopornographique,. La présence récurrente de vidéos de GirlsDoPorn, production impliquée dans le trafic d'êtres humains, fraude et coercition, fermée et poursuivie par les autorités, est également critiquée. En conclusion, l'article du New York Times compare Pornhub à Jeffrey Epstein. Ces accusations conduisent MasterCard et Visa à interdire les paiements au moyen de leurs leurs cartes sur le site à partir du 11 décembre,. De plus, MindGeek emploierait moins d'une centaine de modérateurs pour l'ensemble de ses sites pour filtrer et modérer le contenu. En comparaison, Facebook en emploierait plus de 15 000.
Le 13 décembre 2020, le site répond aux accusations en déréférençant 6,3 des 13,5 millions de vidéos qu'il contient, soit 60 % du contenu,. Par ailleurs, le site annonce renforcer la modération des vidéos en s'assurant qu'elle respecte les conditions de confiance et de sécurité ainsi qu'en réservant aux personnes « vérifiées » la possibilité de poster des vidéos.

### Greenwashing
Pornhub a un impact environnemental élevé ,notamment du fait de ses serveurs informatiques, fortement consommateurs d'énergie électrique. La pornographie représente 27 % de la consommation de données au niveau mondial et Pornhub en est un acteur majeur,. Un rapport de 2018 aurait estimé que la pornographie en ligne serait responsable de l'émission de 80 mégatonnes de CO2 dans l'atmosphère, soit autant que le secteur résidentiel français.
Pour améliorer l'image du site auprès de ses utilisateurs, Pornhub a mis en place plusieurs campagnes de communication sur le thème de l'environnement. Les initiatives ont pour objectif affiché de protéger l'environnement ou de lutter contre le réchauffement climatique. Mais les projets ont un impact dérisoire en comparaison de celui de ses serveurs, en ce sens elles peuvent être assimilées à du greenwashing.
Ces campagnes de communication portent, entre autres, sur :
- la reforestation[29],[30] ;
- la protection des abeilles[31],[28],[32] ;
- le nettoyage des plages polluées par le plastique[33],[34],[35],[36],[37] ;
- la protection des pandas[38],[39],[40].

Le wankband est un bracelet connecté qui génère de l'électricité par les mouvements du poignet de celui qui le porte. Ce bracelet est donc censé générer de l'énergie renouvelable, mais l'énergie grise de la fabrication et l'impact environnemental de ce bracelet est extrêmement plus importante que ce qu'il est censé éviter, ce qui rend l'objet totalement contre-productif,,.

### Gestion des données personnelles
En juin 2023, des personnes issues de l'activisme et la recherche portent plainte contre Pornhub, qui violerait le Règlement général sur la protection des données européen (RGPD) sur plusieurs règles. Le site ne permet pas de refuser simplement les cookies. L'algorithme attribue aussi une préférence sexuelle, qui est une donnée sensible, sans demander d'avis. Les cookies sont par ailleurs partagées avec Google Analytics et TrafficJunky, une plateforme de publicité en ligne appartenant à Mindgeek,.

## Documentaires
En janvier 2017, Canal+ diffuse le documentaire Pornocratie, réalisé par Ovidie. Ce documentaire retrace la prise de contrôle de l'industrie du porno par le groupe MindGeek, dont elle brosse un portrait à charge, avec comme vitrine le site Pornhub. Le film décrit notamment la manière dont la consommation gratuite sur Internet a entraîné une chute des revenus, l'uberisation du X et la dégradation des conditions de travail des acteurs et actrices contraints à des pratiques de plus en plus extrêmes,,,. Le film est sélectionné par de nombreux festivals de films documentaires tels que SXSW à Austin, CPH:DOX à Copenhague, BAFICI à Buenos Aires, DOXA à Vancouver, DOK.fest à Munich, DOCVILLE à Louvain, Way out West à Göteborg.
En mars 2023, Netflix sort un film documentaire intitulé Pornhub : Gros plan sur le géant du sexe, qui évoque les succès et scandales du site.